# Байер, Зузанне
Зузанне Байер (нем. Susanne Beyer, урожд. Хельм, нем. Helm); род. 24 июня 1961, Зуль, ГДР) — восточногерманская легкоатлетка, специализировавшаяся в прыжках в высоту. Призёр чемпионатов мира на открытых стадионах и в помещении и чемпионатов Европы в помещении, рекордсменка ГДР в прыжках в высоту.

## Биография
Родилась в Зуле (ГДР) в 1961 году. Впервые начала выполнять прыжки в высоту по методике флоп и сосредоточилась на выступлениях в этой легкоатлетической дисциплине с 1987 года. Тренировалась в клубе «Динамо» (Руммельсбург-Берлин) у Клауса Беера.
На протяжении многих лет стабильно преодолевала планку на высотах около 1,95 см, но в число призёров на международных соревнованиях не входила. В 1979 году стала чемпионкой Спартакиады ГДР, а в 1983 году впервые выиграла чемпионат ГДР.
В 1985 году впервые стала призёром чемпионатов Европы в помещении, с результатом 1,94 м завоевав серебряную медаль в Пирее. В октябре того же года показала в своей дисциплине третий результат (1,97 м) на командном Кубке мира (в командном зачёте женская сборная ГДР одержала победу).
В начале 1987 года стала третьей прыгуньей в высоту в истории, покорившей высоту 2,00 м в помещениях, завоевала бронзовую медаль на чемпионате Европы в помещении в Льевене (1,91 м) и серебряную — на чемпионате мира в помещении в Индианаполисе (2,02 м). Последний результат стал новым рекордом ГДР. Позже в том же году стала бронзовым призёром летнего чемпионата мира в Риме с результатом 1,99 м (личный рекорд на открытых стадионах).
С 1986 года замужем за одноклубником-динамовцем Акселем Байером. Училась на физиотерапевта в Берлине.